# Killa Instinct
Killa Instinct ist ein britischer Britcore-Act. Bandog, der MC des Acts, wohnte zeitweilig in Bremen. Im Jahre 2004 gründete er gemeinsam mit The Remarkable 1 von Deliverance unter dem Namen Hundredth Monkey eine weitere Band, die sich jedoch bereits 2012 wieder auflöste. 2011 stieß Falasha zu Killa Instinct und wirkte am Album Hellmonica mit. 2016 war der bislang letzte Live-Auftritt der Band.

## Bandmitglieder
- Chris Tucker aka Bandog (Rapper)
- Louis Falasha aka Falasha (Rapper)
- Craig Purkis aka DJ Geta (Scratchen)
- Roger Bailey aka DJ Snypa (Scratchen) (nicht mehr in der Band aktiv)

## Veröffentlichungen
- The Bambi Murders (12", Music of Life 1992)
- Den of Thieves / Ununited Kingdom (12", Music of Life 1992)
- Whispers of Hatred (EP, European Rhyme Rec. 1993)
- Escapism (EP, Move 1994)
- The Penultimate Sacrifice (12", Move 1995)
- Dead Breed (LP, UK Rap 2002)
- Inhuman Monster / Dead Man Walking (12", Naked Ape Rec. 2008)
- I’m Cracking Up / Reality and Suffering (7" Promo, Naked Ape Rec. 2008)
- Tracks from the Vault Vol. 1 (7", Naked Ape Rec. 2009)
- All Hell Breaks Loose (Doppel-Album, Naked Ape Rec. 2010)
- Hellmonica (Naked Ape Rec. 2012)